# Miguel Hernández (Schiedsrichter)
Miguel Ángel Hernández Paredes (* 18. Juni 1977 in Puebla de Zaragoza) ist ein mexikanischer Fußballschiedsrichterassistent. Er steht als dieser seit 2014 auf der Liste der FIFA-Schiedsrichter.

## Karriere
Als Assistent begleitete er nebst einigen weiteren unter anderem international Spiele bei der mehreren U-Turnieren, Gold-Cups, Klub-WMs sowie der Asienmeisterschaft 2019 und der Weltmeisterschaft 2018. Zur Weltmeisterschaft 2022 wurde er erneut ins Aufgebot der Assistenten berufen.